# 와코루
와코루(일본어: ワコール, 영어: Wacoal Corporation)는 일본에 본사를 둔 세계적인 규모를 가진 여성 의류 전문 기업이다. 본사는 교토시 미나미구 깃쇼인나카지마초 29번지에 위치하고 있다. 대표적인 주요 브랜드인 와코루를 필두로, 저가형을 가진 서브 브랜드인 윙, 대형 쇼핑몰 전문 직영 판매 브랜드인 운나나크르까지 운영된 상태이다. 그리고 1997년에는 미국 나스닥 시장까지 상장된 상태이다. 1949년에 일본에서 시작하였고 1985년에는 태평양을 건너 미국에도 진출하였던 것으로 보인다.

## 같이 보기
- 신영와코루